# Sonesimia chinai
Sonesimia chinai är en insektsart som först beskrevs av Costa Lima 1963.  Sonesimia chinai ingår i släktet Sonesimia och familjen dvärgstritar. Inga underarter finns listade i Catalogue of Life.